# Tusitala longipalpis
Tusitala longipalpis är en spindelart som först beskrevs av Roger de Lessert 1925.  Tusitala longipalpis ingår i släktet Tusitala och familjen hoppspindlar. Inga underarter finns listade i Catalogue of Life.